# Zuidelijke Sporaden
De Zuidelijke Sporaden (Grieks: Νότιες Σποράδες, Nóties Sporádes) zijn een Griekse eilandengroep in de Egeïsche Zee. Meestal worden daarmee de Dodekanesos bedoeld, minus het eiland Kastelorizo, maar plus de eilanden van het ten noorden van de Dodekanesos gelegen departement Samos.
De benaming wordt niet vaak meer gebruikt en de Dodekanesos wordt vaak als synoniem gezien. De andere groep Sporaden betreft de Noordelijke Sporaden, soms ook gewoon de Sporaden genoemd.